# Zosime gisleni
Zosime gisleni är en kräftdjursart som beskrevs av Lang 1948. Zosime gisleni ingår i släktet Zosime, och familjen Tisbidae. Arten är reproducerande i Sverige.